# Elek István (politikus)
Elek István (Nagykálló, 1955. április 26.) magyar újságíró, kritikus, közíró, politikus. Az 1980-as években a József Attila Kör vezetőségi tagja és több vidéki lap szerkesztője, valamint a Magyar Demokrata Fórum alapító tagja. 1990 és 1994 között előbb MDF-es, majd fideszes országgyűlési képviselő. 2002 és 2004 között a Heti Válasz főszerkesztője. 2009-ben a Lehet Más a Politika egyik alapítója.

## Életpályája
1974-ben kezdte meg egyetemi tanulmányait a debreceni Kossuth Lajos Tudományegyetem Bölcsészettudományi Karának magyar–történelem szakán, ahol 1980-ban szerzett tanári diplomát. Egyetemi évei alatt hírlapkézbesítőként dolgozott Debrecenben. Diplomájának megszerzése után kérdezőbiztosként dolgozott a budapesti Tömegkommunikációs Kutatóközpontban, majd 1981-ben Herder-ösztöndíjjal 1982-ig a Bécsi Egyetemen tanult politikatudományt. Hazatérése után három évig nyelvi referensként dolgozott a Gorkij Könyvtárban (ma: Országos Idegennyelvű Könyvtár), ezt követően 1987-ig az örkényi szakmunkásképző nevelőtanára volt. 1987-ben Kerecsendre költözött és szellemi szabadfoglalkozású lett.
Irodalmi közéleti tevékenységét 1980-ban kezdte, amikor a Fiatal Írók József Attila Köre (FIJAK), majd a József Attila Kör (JAK) vezetőségi tagja lett. Tisztségét 1985-ig töltötte be. Emellett 1982 és 1989 között a JAK-füzetek című könyvsorozat szerkesztőbizottsági tagja volt. 1989-ben a Magyar Írószövetség hetilapja, a Magyar Napló rovatvezető szerkesztőjeként dolgozott. Ezenkívül a Lap című, ún. „rotációs folyóirat” Dolog és Szellem című részlapjának, valamint a Miskolci Fórum és a Heves megyei Agora (1988–1989) szerkesztésében is részt vett.
Az 1987-ben részt vett a lakiteleki találkozón, majd a Magyar Demokrata Fórum egyik alapító tagja lett, később megalakította a párt kerecsendi szervezetét is. 1989-ben beválasztották az országos választmányba, emellett 1988 és 1990 között a párt ügyvivője volt. Az 1990. évi országgyűlési választáson a Heves megye 6. számú egyéni választókerületben (Füzesabony központtal) szerzett mandátumot. A kulturális, oktatási, tudományos, sport, tv- és sajtóbizottság titkára, később alelnöke, valamint 1992–1993-ban az MDF-frakció elnökségének tagja volt. 1993 júliusában felfüggesztette párttagságát és kilépett az MDF-frakcióból, nem sokkal később a pártból is, miután nem értett egyet a párt irányvonalával. Szeptemberben belépett a Fidesz-frakcióba. 1994-ben a Fidesz országgyűlési képviselőjelöltje, de nem szerzett mandátumot. 1995-ben a Magyar Nemzet című napilap főmunkatársa lett, egy évvel később társalapítója volt a Magyar Polgári Együttműködés Egyesületnek, amelynek elnökségébe is beválasztották.

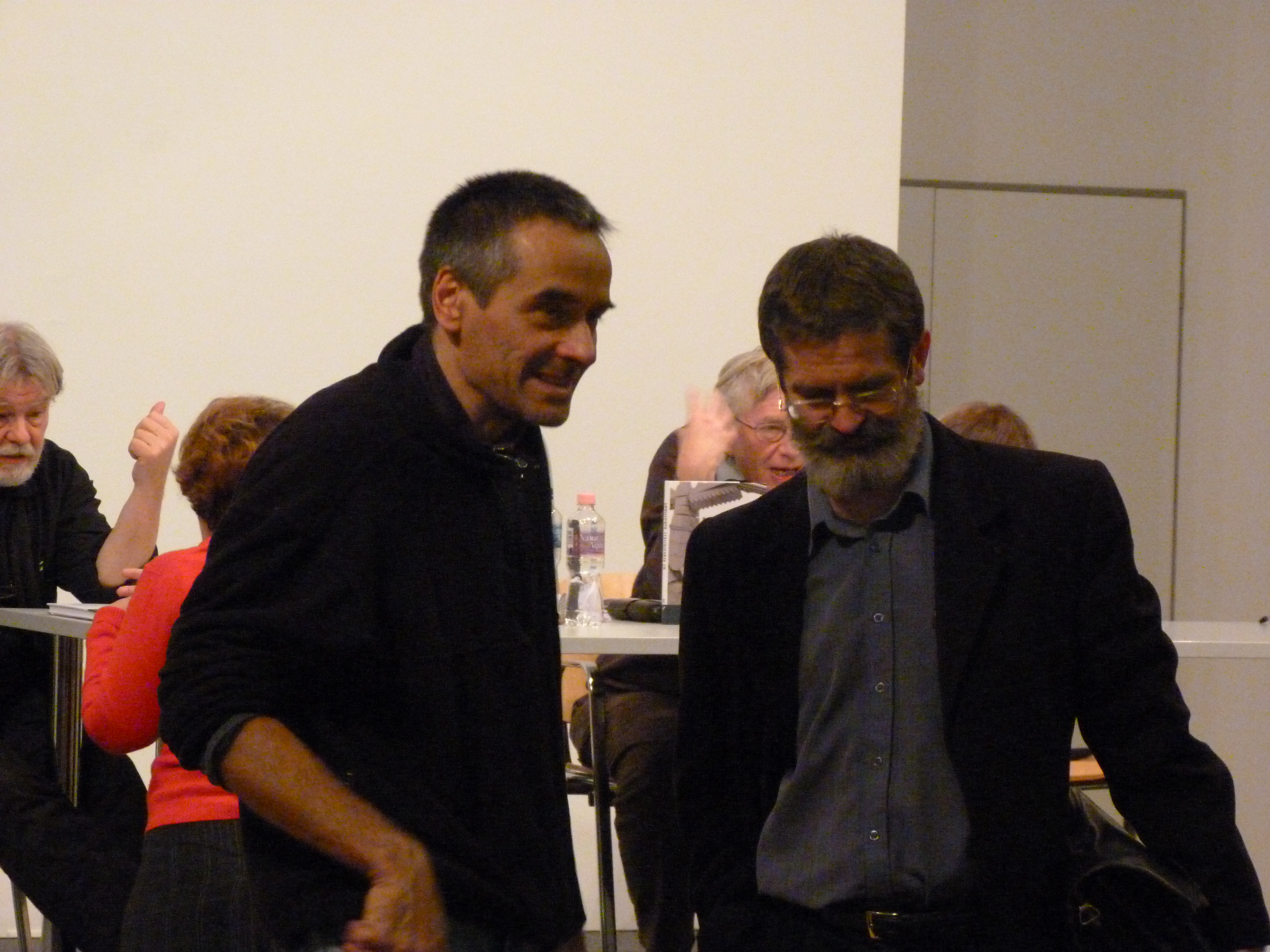
Elek István (jobbra) egy budapesti rendezvényen

A Fidesz 1998-as hatalomra kerülése után Orbán Viktor miniszterelnök egyik főtanácsadója lett (ekkor távozott a Magyar Nemzettől), tisztségét a 2002-es kormányváltásig viselte. Közben 2000-ben a Természet- és Társadalombarát Fejlődésért Közalapítvány elnöke lett, amely 2002-ben (kormányzati támogatással) megalapította a Heti Válasz című konzervatív hetilapot. A lapnak 2004-ig volt alapító főszerkesztője, azt követően több éven át szerkesztőbizottságának tagja. 2008-ban részt vett a Lehet Más a Politika nevű társadalmi kezdeményezésben, majd annak 2009-es párttá alakulása során egyik alapítója lett. 2010-ben a párt az újonnan felállított Nemzeti Média- és Hírközlési Hatóság Médiatanácsába kívánta delegálni, de jelölését az akkori kormánytöbbség nem fogadta el.
Közéleti-politikai tevékenységén túl kiterjedt közírói-publicisztikai munkássága van, írásait több újság (pl. Magyar Nemzet, HVG) közli. Emellett több könyvet jelentetett meg. Munkásságáért 1998-ban megkapta Az Év Könyve-díjat, valamint 2005-ben a Pethő Sándor-díjat. 2003 és 2007 között a Prima Primissima díj társadalmi tanácsadó testületének tagja volt.
A 2010 után kiépülő politikai rendszernek az utóbbi években már kritikusa, az utóbbi években (2015 után) átfogó elemzője is.

## Családja
1982-ben házasodott meg, felesége Elekné Román Katalin középiskolai tanár, rádiós rendező, dramaturg. Házasságukból három lány- és két fiúgyermeke született.

## Könyvei
- Társadalomkritika és radikális reform (1988)
- Advent, és aminek el kellett jönnie (publicisztikák, 1994)
- Az elfogultságok kertjéből. Publicisztika, naplótöredékek 1994-95; Széphalom Könyvműhely, Bp., 1995
- Polgár és kora (publicisztikák, 1997)
- Bukás előtt – győzelem után. Politikusok és véleményformálók, 1997-1999. Publicisztikai napló; Kairosz, Szentendre, 1999
- Magyarnak lenni, most! (2002)
- Rendszerváltoztatók húsz év után (interjúkötet, 2009)
- Írók az Írószövetség történetéről, 1945-57. Jegyzőkönyv. 1982-83; szerk. Elek István, Lezsák Sándor, Márton Gyöngyvér; Antológia, Lakitelek, 2016 (Retörki könyvek)